# La Teste-de-Buch
La Teste-de-Buch är en kommun i departementet Gironde i regionen Nouvelle-Aquitaine i sydvästra Frankrike. Kommunen ligger i kantonen La Teste-de-Buch som tillhör arrondissementet Arcachon. År 2022 hade La Teste-de-Buch 27 141 invånare.

## Befolkningsutveckling
Antalet invånare i kommunen La Teste-de-Buch
Referens:INSEE